# 소설가 구보씨의 일일
《소설가 구보씨의 일일》(小說家 仇甫氏의 一日)은 박태원의 중편 소설이다. 일제 강점기 조선 경성부에 거주하는 지식인의 무기력함과 그 일상을 표현하고 있다.

## 개요
박태원(朴泰遠)의 단편소설이다. 1934년 <조선중앙일보>에 발표되었다. 시력이 약하고 장가도 안 간 무기력한 소설가 구보씨는 무료한 사람으로, 아침에 제 방에서 나와 마루 끝에 놓인 구두를 신고, 기둥 못에 걸린 단장을 들고 문을 나와 걷기도 한다. 그러다가 우두커니 다리 곁에 가 서 있는 자신의 무의미한 행동을 새삼스럽게 깨달은 그는 종로 네거리를 바라보고 걷다가, 다방으로 돌아다닌다. 문득 구보씨는 모든 사람을 정신병자라고 생각해놓고 관찰해 보고 싶은 강렬한 충동을 느낀다. 이상분일증(理想奔逸症)·언어도착증·과대망상증·지리멸렬증 등 … 문득 구보씨는 그런 것에 흥미를 느끼려는 자기가 이미 환자임을 깨닫고, 비가 내리는 거리를 걸어 집으로 향한다.소설가 구보씨의 일일은 일제 강점기의 무기력한 지식인의 하루를 그리고 있는 소설이다. 작가 자신이라고 볼 수 있는 주인공 구보 씨가 뚜렷한 목표도 없이 경성 거리를 하루 동안 배회하는 과정이 이 소설의 주된 내용이다. 집에서 출발하 여 광교, 종로, 화신상회, 조선은행 앞, 경성역, 경찰서 앞 다방, 종각 뒤의 술집, 카페, 종로 거리를 거쳐 집으 로 다시 돌아오는 동안에 느낀 복잡한 감정들을 교차시키면서 행복의 가능성을 모색해 보려 한다. 기존의 소설이 인물 간의 극적 갈등, 사건의 개연적인 전개를 중시했다면 이 소설은 거리의 풍경과 주변 인물의 묘 사에 중점을 두고 있다. 과거와 현재, 현실과 환상이 교차하는 구보 씨의 내면 흐름에 초점을 맞추어 그의 사고와 심리를 생생하게 표현하고 있다. 구보 씨는 사회문제나 그 시대의 세태를 인식하고 비판적 사고로 지닌 인물이지만, 어떤 행동도 하지 못하는 일제 강점기 지식인들의 나약한 모습을 고스란히 보여주고 있 다.

## 등장인물

### 구보
26세의 미혼 소설가로 직업이 없다. 일본으로 유학을 다녀온 지식인이다.

### 어머니
아들의 늦은 귀가와 결혼을 걱정한다.

## 자유연상 기법
소설가 구보씨의 일일은 소설가 구보가 하루동안 경성거리를 배회한 내용을 담은 작품으로 이전 소설의 형태와 달리 자유연상 기법으로 창작된 소설이다. 기본 소설의 틀인 발단-전개-위기-절정-결말의 형태와는 달리 내면에 떠오르는 연상과정을 통해 진정한 인간 의식 탐구를 하는 자유연상 기법을 사용했다. 이 기법의 사용으로 구보는 반영론적 관점에서 무기력한 식민지 시대의 지식인으로 표현되며 자유연상 기법은 소설에서 구보는 그 사내와 마주칠 것 같은 착각을 느끼고, 위태롭게 걸음을 멈춘다와 같이 불필요한 내용을 넣은 것으로 느낄 수 있다. 
자유연상 기법의 사용이 소설의 시점과 문체에도 영향을 미쳤다. 이 소설의 시점은 3인칭과 1인칭이 모두 드러나 있는데 3인칭에는 전지적 작가시점이, 1인칭에는 주인공 시점으로 이 두 시점이 합쳐진 집중시점이 나타난다.  문체로는 인물의 자유연상된 내면 묘사로 긴 문장의 만연체가 드러난다. 자유연상기법을 활용하여 인물의 내면 심리를 따라가는 심리소설의 특징을 보인다.

## 3인칭 전지적 작가 시점
표면적으로는 서술자와 초점 주체(보는 자)가 분리되어 있는 3인칭 시점을 취하고 있으나,서술자가 인물의 시점에 동화되어 그 인물의 시점에서 서술을 전개하는 방식을 취하고 있다. 서술자와 등장인물 사이의 거리를 소멸함으로써 1인칭 시점과 마찬가지의 효과를 주며 이를 집중시점이라고 한다. 또한 서술자와 인물을 동일시하는 효과를 주기도 한다. 이를 통해 독자들은 주인공을 객관적으로 바라보고 분석할 수 있는 기회를 제공받는다.

## 패러디
- 소설: 최인훈의 연작소설 《소설가 구보씨의 일일》(1969년에 발표, 72년에 출간)
- 시: 오규원의 연작시 〈詩人 久甫氏의 一日〉(《가끔은 주목받는 生이고 싶다》에 수록, 문학과 지성사, 1987년)
- 신문 기사: 김호경 기자, 〈노총각 구보씨의 일일〉, 《국민일보》, 2011년 11월 3일
- 음반: 싱어송라이터 김목인의 음반 〈콜라보 씨의 일일〉(2017년에 발표)
- 영화: 임현묵 감독의 〈소설가 구보의 하루〉(2021년에 개봉)

## 참고 문헌
- 천정환 엮음, 박태원 지음, 박태원 단편선-소설가 구보씨의 일일, 문학과지성사, 2005.